# Griffiniana pedestris
Griffiniana pedestris is een rechtvleugelig insect uit de familie sabelsprinkhanen (Tettigoniidae). De wetenschappelijke naam van deze soort is voor het eerst geldig gepubliceerd in 1910 door Henrich Hugo Karny. De soort werd ontdekt in Duits-Zuidwest-Afrika, het huidige Namibië.